# José Mazzini
José Julián Mazzini Chávez (* 9. Dezember 1909 in Lima; † unbekannt) war ein peruanischer Radrennfahrer.

## Sportliche Laufbahn
Mazzini war im Straßenradsport und im Bahnradsport aktiv. 1936 startete er bei den Olympischen Sommerspielen in Berlin. Im olympischen Straßenrennen kam er nicht ins Ziel. Die peruanische Mannschaft mit Manuel Bacigalupo, César Peñaranda, Gregorio Caloggero und José Mazzini kam nicht in die Mannschaftswertung.
Er startete auch auf der Bahn. Im Sprint unterlag er im Vorlauf gegen Karl August Magnussen und im Hoffnungslauf gegen Dunc Gray.